# 范直筠
范直筠（？—？），蘇州吳縣（今江蘇省蘇州市）人，後遷樂平，遂為樂平人。北宋朝奉郎。北宋朝請大夫范正國之長子，有五弟。祖父范純仁為北宋丞相。曾祖父為北宋政治家、文學家、軍事家、教育家范仲淹。